# Эшпетада
Эшпетада (порт. espetada), также espetinho, особенно в Бразилии) — португальский термин, используемый для обозначения техники приготовления блюд на вертеле и для блюд, приготовленных таким образом. Эшпетада — традиционное блюдо португальской кухни, аналог шашлыка.
В Португалии эшпетаду готовят из разных видов мяса, а также из кальмаров или рыбы, причем обычно используют морского черта. Наиболее распространены говядина или свинина, или их смесь. С недавних пор используют индейку или курицу. Часто между кусками мяса кладут кусочки болгарского перца, лука и колбасу чоризо. Эшпетада обычно подаётся с белым рисом или картофелем и салатом.
На Мадейре говядина на шампурах из веточек лаврового дерева — типичное блюдо, которое берет свое начало в районе Эштрейту-де-Камара-де-Лобуш. Мясо после нарезания кусочками и перед приготовлением на гриле приправляют солью, перцем, чесноком и лавровым листом. Затем его готовят на раскаленных углях. С ним обычно едят круглую лепёшку боло до како или гарнир из кукурузы милхо фрито, поджареные кусочки поленты с мясной подливой.
В кафе и ресторанах блюдо подают на шампуре, который висит на специальной подставке.

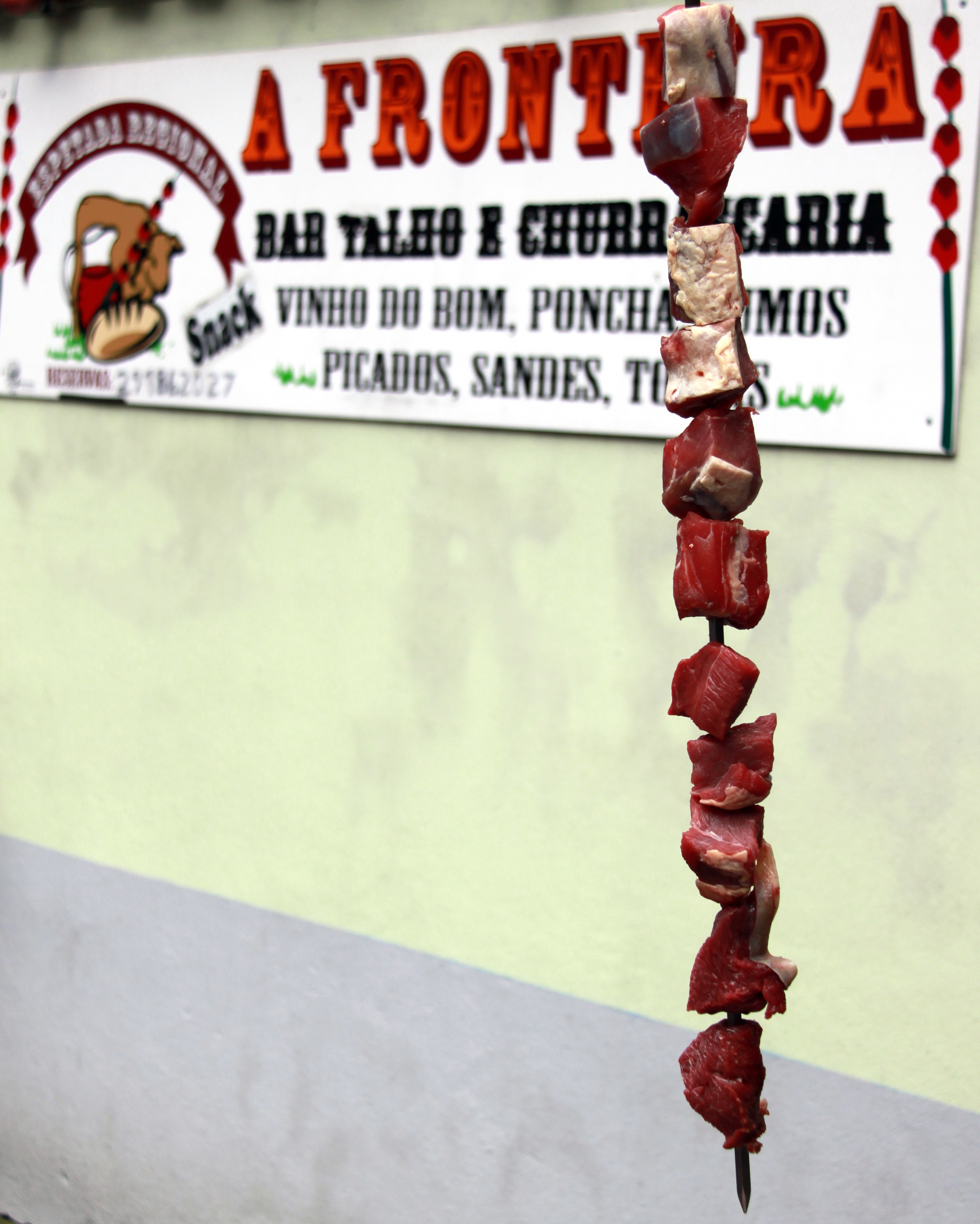
Эшпетада перед приготовлением
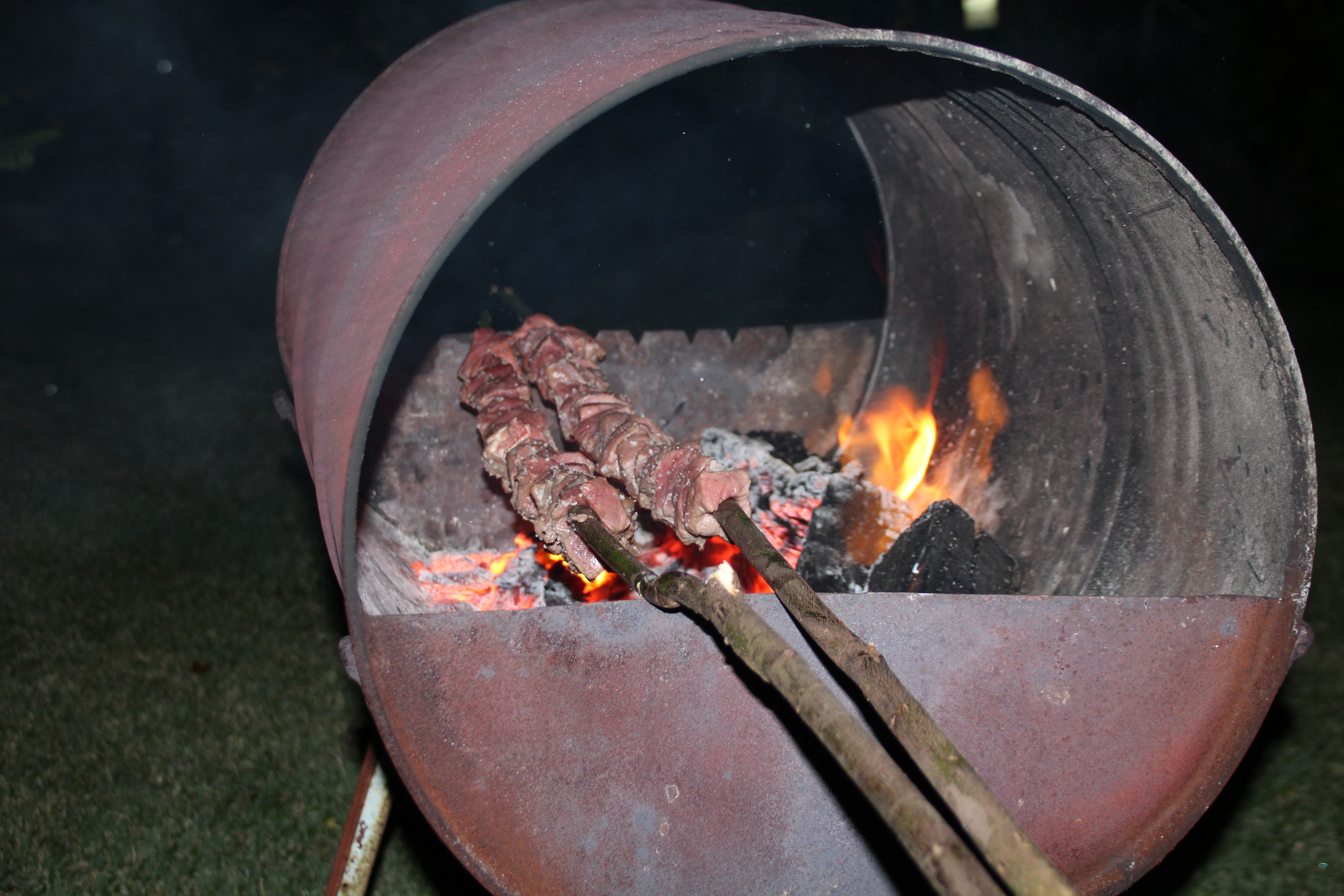
Приготовление на углях
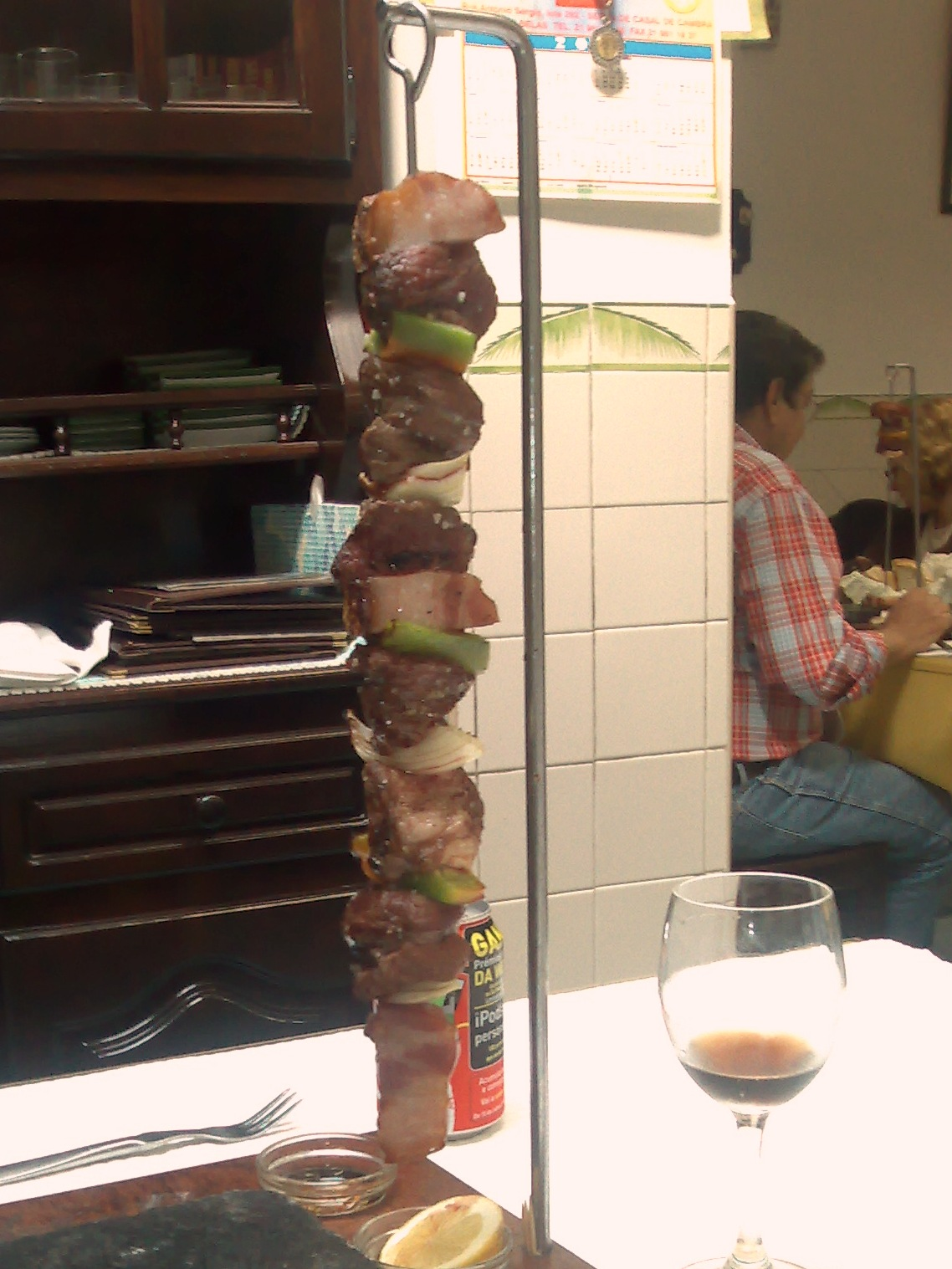
Эшпетада после приготовления